# Handel (cràter)
Handel és un cràter d'impacte en el planeta Mercuri de 138 km de diàmetre. Porta el nom del compositor alemany Georg Friedrich Händel (1685-1759), i el seu nom va ser aprovat per la Unió Astronòmica Internacional el 1976.